# ATP Challenger Wismar
Der ATP Challenger Wismar (offiziell: Wismar Challenger) war ein Tennisturnier, das 1997 einmal in Wismar, Mecklenburg-Vorpommern, stattfand. Es gehörte zur ATP Challenger Tour und wurde in der Halle auf Teppich gespielt.

## Liste der Sieger

### Einzel
| Jahr | Sieger          | Finalgegner   | Ergebnis |
| ---- | --------------- | ------------- | -------- |
| 1997 | Christian Vinck | Ivo Heuberger | 6:3, 7:6 |

### Doppel
| Jahr | Sieger                            | Finalgegner                   | Ergebnis |
| ---- | --------------------------------- | ----------------------------- | -------- |
| 1997 | Lars Burgsmüller Michael Kohlmann | Bernardo Martínez Óscar Ortiz | 6:4, 7:6 |